# Revue française de droit administratif
La Revue française de droit administratif (RFDA) est une revue juridique française spécialisée dans la recherche en droit administratif.
La revue, bimestrielle, est dirigée par les professeurs Bon et Delvolvé.
Elle est éditée par la maison d'édition Dalloz.